# 曾元三
曾元三（1909年—1986年），贵州省松桃人，中華民國大陸時期軍人。北伐时期随国民革命军43军由川入鄂参加北伐。抗日战争中曾参加过武汉会战，长沙会战，松山战役等重大对日作战，国共内战中曾参加锦州战役，徐蚌会战1948年任中央军103师师长被授予少将军衔。1949年在广东三水帶領部隊投向共產黨，后编入中国人民解放军。中华人民共和国成立后任贵州省办公厅副主任，贵州省国民党革命委员会副主席，贵州省政协常委。